# Soledad Sevilla
Soledad Sevilla Portillo (Valencia, 1944) es una pintora española. Su obra son pinturas de gran formato e instalaciones que se sitúan entre las fronteras de la arquitectura, el land art y la escultura.

## Biografía
Soledad Sevilla nació en Valencia en 1944. Estudió en la Real Academia Catalana de Bellas Artes de San Jorge en Barcelona entre 1960 y 1965 y posteriormente amplió sus estudios en Madrid.
En 1979 recibió una Beca de la Fundación Juan March y en 1980 la Beca Centro de Promoción de las Artes Plásticas e Investigación de las Nuevas Formas Expresivas. Entre 1980 y 1982 residió en Boston, tras recibir la Beca del Comité Conjunto Hispano Norteamericano para Asuntos Culturales. En la Universidad de Harvard contó con otra Beca para realizar estudios. Allí comenzó a trabajar la serie Las meninas, aplicando una estructura básica en forma de retícula para reinterpretar los espacios y las atmósferas del cuadro de Velázquez.

### Trayectoria artística
Su carrera artística comenzó a finales de los sesenta con posiciones próximas al minimalismo pictórico, etapa que abandonó en los años setenta tras su participación en el Seminario de Generación Automática de Formas Plásticas desarrollado en el Centro de Cálculo de la Universidad Complutense de Madrid. En él, la artista se decantó por crear pintura de raigambre geométrica donde el módulo y sus infinitas variaciones sobre el plano pictórico emergen como temática; no obstante, se debe tener siempre presente que sus construcciones geométricas poseen una lectura poética, rasgo que caracteriza la obra de Sevilla incluso en la actualidad. Es a través de la abstracción geométrica, también llamada, optical art, como Sevilla resuelve huir de la neofiguración y del Pop Art, movimientos que triunfaban en España. Con el tiempo, sus preocupaciones artísticas tomaron otra dirección y la artista valenciana se inició en el ámbito de la investigación conceptual y espacial, siendo los resultados utilizados a principios de los años ochenta en sus diversas instalaciones.
Tras una enfermedad, la artista cambió los grandes formatos por el lienzo. La propia autora ha comentado:

“Llegó el momento en que era incapaz de abarcar los grandes formatos debido a mis condiciones físicas. Fue entonces cuando decidí abordar la tela de forma distinta, por etapas, con pinceladas pequeñas que se repiten hasta que esa unidad desaparece. Sigo utilizando este sistema porque me resulta cómodo. Todos los cambios en mi obra coinciden, curiosamente con cambios en mi estado físico. Nunca, de todas formas, me lo planteo de una forma racional. La naturaleza me impone su ritmo y yo, simplemente, me adapto. Abandoné la geometría porque no podía abarcarla físicamente”.

La obra de Sevilla explora relaciones entre luz, materia y espacio; combina el rigor analítico y el orden geométrico con la búsqueda de una experiencia sensorial y orgánica. A lo largo de su trayectoria artística, la pintura y la instalación son entendidas no como dos campos diferenciales, sino más bien como la necesaria y lógica extensión de uno sobre otro, de la obra pictórica sobre el trabajo espacial.
En 2018 su escultura, metacrilato pintado Sin título (1971-1972), formó parte de la exposición El poder del arte, organizada con motivo de la conmemoración del 40 aniversario de la Constitución española. Las obras procedentes del Museo Nacional Centro de arte Reina Sofía se ubicaron en las sedes del Congreso de los Diputados y del Senado.
En 2024 el Centro de Arte Museo Reina Sofía de Madrid realizó una exposición retrospectiva de su obra, Ritmos, tramas, variables.

## Estilo artístico
En 1968, momento en que la artista inicia su carrera artística, buscó encontrar un estilo de arte alternativo a los movimientos informalista y expresionista, predominantes en la escena española ya que, tras su paso por la Escuela de Bellas Artes de San Jorge, rechazaba toda enseñanza académica. En contra de lo académico, Sevilla adecuó su estilo a la influencia del Arte Normativo, movimiento que proponía un arte basado en la forma seriada, la pureza cromática y el atonalismo; siendo una de sus máximas el rehusar la intervención de la subjetividad.
El Arte Normativo se caracterizó por confluir propuestas constructivistas, suprematistas y neoplasticistas. De esta manera absorbió la depuración del arte iniciada por Malevich, al ser su fin anular la presencia del objeto para obtener un arte que implicase una expresión pura de sensibilidad. De la experiencia neoplástica, aprehendió el esfuerzo por codificar rigurosamente el sistema de arte e instaurar una concepción espacial, que tiene como principio básico la abstracción completa donde el lenguaje geométrico se limita a las líneas, el ángulo recto, tres colores primarios (Rojo, amarillo y azul) y tres no colores (negro, blanco y gris). Consiguientemente, la obra de finales de los 60 y principio de los 70, se distinguió por poseer un carácter serial y geométrico impregnado de gestos e imprecisiones cuyo fin era personalizar las piezas.
En 1969 la artista se asentó en Madrid para asistir a los seminarios Generación Automática de Formas Plásticas, impartidos durante los cursos 1968-1969, 1969-1970 y 1970-1971, por el matemático Ernesto García en el Centro de Cálculo de la Universidad de Madrid. Sin embargo, antes de entrar en contacto con el grupo de artistas geométricos de la capital española en el Centro de Cálculo; Soledad Sevilla conoció a José María Yturralde y Jordi Teixidor, integrantes del grupo Antes del Arte y, preconizadores del arte máquina y el arte tecnológico. Grupo que aportó a la artista, como señala Aguilera,  el espíritu contestatario y desmitificador bajo propuestas ópticas, perceptivas y estructurales.
En Madrid, Sevilla formó parte del grupo de artistas asistentes al primer seminario del Centro de Cálculo; destacaron entre sus compañeros, además de Yturralde y Sempere, los artistas de Equipo 57, Abel Martín y Elena Asins; entre otros. Cuando el primer seminario llegó a su fin, se celebró una exposición donde las obras utilizaban la herramienta electrónica para el servicio de la composición y generación de obras plásticas. En la exposición realizada a raíz de la segunda edición del seminario Formas computables, participó también Sevilla y, en esta ocasión artistas extranjeros como omo Georf Nees y Auro Lecci formaron parte del grupo. La muestra se caracterizó por congregar obras donde el terreno de composición artística eran auxiliados por el uso del ordenador, como menciona García.
En el catálogo de la tercera exposición, Florentino Briones, hace referencia a Sevilla en un artículo que tiene como fin presentar a los artistas que utilizan ordenadores como instrumento de trabajo, al señalar:

“Soledad Sevilla hace pintura modular (como Barbadillo) pero para ella no tiene vigencia ninguna ley de continuidad, sino que se trata de leyes rítmicas. Ella parte de un módulo único que, por superposición consigo mismo, produce toda una serie de unidades de segundo orden con las que construye sus cuadros en materiales plásticos. Sus intentos se centran en la creación de un espacio pictórico de 6x6 unidades iguales de segundo orden en el que sucesivamente se van sustituyendo filas, columnas y diagonales por otras construidas a base de una unidad diferente”.

En los seminarios a los que acudió Sevilla, más que un trabajo compartido los artistas intercambiaban impresiones y aprendían a programar y establecer contactos con otros Centros de Cálculo internacionales. Finalizados los seminarios en el centro de cálculo y tras haberse ampliado a disciplinas como la música y la poesía, se presentó en la exposición Generación Automática de Formas Plásticas y Sonoras, inscrita en el marco de los Encuentros de Pamplona, llevados a cabo en el año 1972; proyecto que como Villaespesa señala, fue clave en el panorama artístico español al ser una referencia necesaria para conocer las propuestas e intereses de artistas españoles de los años 70.
Durante los años en el seminario, la obra de Soledad Sevilla fue derivando hacia una abstracción más "lírica" en la que se busca una complicidad entre lo emocional y lo racional; donde la geometría se convierte en una herramienta para el análisis espacial. Respecto a la abstracción es interesante resaltar que Soledad Sevilla se sintió atraída hasta este estilo ya que, si bien en las instalaciones no le inquieta la figuración, la narración y el naturalismo; en la pintura es algo que, sinceramente, le molesta. Pese a que su primer acercamiento al estilo fue por alejarse del prejuicio que concebía la figuración como algo conservador y retrógrada, la artista es hoy consciente que, en su obra actual, le interesa el espacio de representación de las tramas y no los temas que se desarrollan es esta. Por este motivo, en series como Las Meninas o Los Toros, los motivos principales son eliminados mientras desaparecen bajo el espacio y la anécdota.
A mediados de los ochenta, centró su trabajo en la investigación del paisaje, de una memoria cultural y vivencial; profundizando en el conocimiento perceptivo a través de sutiles tramas y retículas. Fruto de este trabajo son los cuadros de las series mencionadas junto a La Alhambra y Vélez Blanco; fue en dicho periodo que la artista también comenzó a realizar sus primeras instalaciones que ella concibe como un medio complementario al pictórico, donde se establece un proceso de retroalimentación entre la pintura y la instalación. 
La artista concibe su trabajo mediante series ya que éstas le permitem desarrollar sus ideas. La obra de Sevilla cobra forma lentamenta ya que a la artista le cuesta tiempo conseguir que la imagen que produce sea la que le interesa; por este motivo no puede plasmar en un solo cuadro sus deseos y las series son el camino perfecto para lograrlo, como apunta en la entrevista realizada por Yolanda Romero. En sus instalaciones, Sevilla juega con la percepción sensorial y corporal del espectador, con la tensión entre interioridad y exterioridad, entre visibilidad e invisibilidad, entre vivencia íntima y experiencia pública;Festival miradas de mujeres (MAV) (10 de noviembre de 2011). «Soledad Sevilla.Escrito en los cuerpos celestes». Consultado el 21 de marzo de 2012. teniendo siempre en cuenta las especificidades de los lugares en los que éstas se realizan. Se distinguen por ser obras situadas entre las fronteras de la arquitectura, el land art y la escultura.
La primera instalación de la artista, M.I.T line (1980), surgió con una ruptura con la pintura pues Sevilla quería dejar el formato limitado de los cuadros y las obras bidimensionales. Haciendo un guiño a la obra de Sol Lewitt, se dispuso a llenar paredes, suelos y techos con grandes rollos de papel plagdos de tramas geométricas. No obstante, es importante apuntar que cuando Sevilla realizó la obra en los prados del campus y sobre las paredes exteriores de algunos edificios del Massachusetts Institute of Technology, ella no pretendía crear una instalación, sino únicamente trasladar su obra a otro ambiente. En cuanto a las instalaciones resulta interesante remarcar que si bien la artista señaló que podría vivir sin hacer instalaciones pero nunca sin pintar; este tipo de creación posee una cualidad que le aporta poética, siendo en sí, un valor añadido: la temporalidad. Como apuntó la artista en una entrevista realizada en el año 2000:

“El sentido efímero es perfecto: ocurre y desaparece.Eso no se había dado en la plástica hasta el siglo XX y es un experimento que me interesa muchísimo, porque muchas veces me pesa la acumulación de elementos y de objetos. El que la instalación se produzca en un tiempo y un espacio y después ya solamente quede el recuerdo le añade una poética llena de sugerencia.”

La condición femenina, la muerte y el devenir del tiempo son temas que la artista aborda en sus instalaciones y siempre están ligados a la poesía. Para la artista, el aspecto poético de la obra es el motor de esta misma y, por este motivo, intenta transformar siempre los temas en un resultado que plásticamente emocione. A partir de este espacio mental, surgido de sus experiencias en el Centro de Cálculo de la Universidad de Madrid en 1969, en los años 80 centró su trabajo en la investigación del paisaje de una memoria cultural y vivencial profundizando en el conocimiento perceptivo a través de sutiles tramas y retículas. Fruto de este trabajo son los cuadros de las series: Las Meninas, La Alhambra, Los Toros Vélez-Blanco.;
Los cambios formales acaecidos en la obra de la artista se presentan, además de por cuestiones fisiológicas, por la vida personal de la artista. De esta manera, podemos ver como en un momento de terminado sus obras son fruto del trabajo del acrílico y no del óleo, al requerir el desarrollo de su técnicas movimientos ágiles y enérgicos, actividad que, tras una operación son imposibles de dominar y que tendrán como consecuencia el cambio de pincelada.
De una pintura de carácter serial y geométrico (aunque siempre impregnada de pequeños gestos e imprecisiones que contribuían a personalizarla y humanizarla), Soledad Sevilla fue derivando a una abstracción más "lírica" en la que se busca una complicidad entre lo emocional y lo racional y la geometría se convierte en una herramienta para el análisis espacial. A mediados de los años ochenta comienza a realizar sus primeras instalaciones que ella concibe como un medio complementario al pictórico, estableciendo entre ambos un fértil proceso de retroalimentación donde la artista completa sus series de pinturas, concluyendo el fin creativo, con otra expresión en tres dimensiones, es decir, la instalación. La serie Alhambra, sirve de ejemplo para dicho suceso ya que Sevilla, después de hacer los cuadros, hizo la instalación Fons et origo (1987). No obstante, hay que tener en cuenta que en otras ocasiones, la instalación abre el camino al trabajo pictórico; suceso ocurrido a la artista luego de desarrollar la instalación para el castillo de Vélez-Blanco y, que tuvo como resultado, la serie de pinturas En ruinas y Vélez-Blanco.
En sus instalaciones -que se sitúan en la frontera entre la escultura, el "land art" y la arquitectura-, Sevilla juega con la percepción sensorial y corporal del espectador, con la tensión entre interioridad y exterioridad, entre visibilidad e invisibilidad, entre vivencia íntima y experiencia pública..., teniendo siempre en cuenta las especificidades de los lugares en los que estas se realizan. La artista diseña estructuras abstractas complejas pero que poseen una clara dimensión orgánica, ya sea porque incorporan o evocan elementos y materiales naturales, porque sufren procesos de transformación cíclica o porque son susceptibles a la influencia de agentes externos.

## Exposiciones
| Año                          | Espacio | Población                                                | Descripción |  |
| ---------------------------- | --- | -------------------------------------------------------- | --- |  |
| 1969                         | Galería Trilce | Barcelona                                                | Primera Exposición individual                                                                                                   |  |
| 1969                         | Centro de Cálculo de la Universidad Complutense de Madrid                                                                 | Madrid                                                   | Exposición colectiva Formas computables                                                                                         |  |
| 1969                         | Antes del arte | Madrid                                                   | Antes del Arte III. Series Matemáticas                                                                                          |  |
| 1970                         | Galería Juana de Aizpuru                                                                                                  | Sevilla                                                  | Exposición individual |  |
| 1970                         | Galería Daniel | Madrid                                                   | Exposición individual |  |
| 1970                         | Colegio Oficial de Arquitectos de Andalucía Occidental                                                                    | Sevilla                                                  | Exposición colectiva: Generación automática de formas plásticas                                                                 |  |
| 1971                         | Ateneo de Madrid | Madrid                                                   | Exposición colectiva: Formas computadas                                                                                         |  |
| 1971                         | Museo del Ampurdán | Figueras                                                 | colectiva: MAN71 |  |
| 1971                         | Museo de Arte Brasileira da FAAP (Fundaçao Armando Álvares Penteado)                                                      | Sao Paulo                                                | Exposición colectiva: Exposición Arteonica. O uso criativo de meios eletronicos nas artes                                       |  |
| 1971                         | Palacio Nacional de Congresos                                                                                             | Madrid                                                   | Exposición colectiva: The Computer Assisted Art                                                                                 |  |
| 1971                         | Museo de Arte Contemporáneo                                                                                               | Sevilla                                                  | Exposición colectiva: Gráfica española actual                                                                                   |  |
| 1971                         | Goethe-Institut | Madrid                                                   | Exposición colectiva: Impulsos: arte y computador. Grafismos-plástica-música-cine                                               |  |
| 1971                         | Hotel Tre Reyes | Pamplona                                                 | Exposición Generación automática de formas plásticas y sonoras                                                                  |  |
| 1971                         | Colegio Oficial de Arquitectos de Canarias                                                                                | Santa Cruz de Tenerife                                   | Exposición colectiva: Obra gráfica y múltiples españoles contemporáneos                                                         |  |
| 1971                         | Galerija Suvremene Umjetnosti                                                                                             | Zagreb                                                   | Exposición colectiva: Tendencije 5                                                                                              |  |
| 1971                         | Lunds Konsthall | Suecia                                                   | Exposición colectiva: Spanskt                                                                                                   |  |
| 1971                         | Casa Damas | Sevilla                                                  | Exposición individual |  |
| 1971                         | Casa de la Cultura | Huelva                                                   | Exposición individual |  |
| 1974                         | Galería Daniel | Madrid                                                   | Signos |  |
| 1975                         | Galería Amadis | Madrid                                                   | Exposición individual |  |
| 1975                         | Universidad de Carolina del Sur                                                                                           | Los Ángeles                                              | Exposición colectiva: Computers and People. 13th Annual Computers and the Humanities                                            |  |
| 1975                         | Palacio de Fuensalida | Toledo                                                   | Exposición colectiva: La mujer en la cultura actual. Artes plásticas, literatura, música                                        |  |
| 1975                         | Galería Kandinsky | Madrid                                                   | Exposición colectiva: Pintores constructivistas españoles                                                                       |  |
| 1976                         | La Galleri Ferm | Malmö                                                    | Primera exposición individual fuera de España                                                                                   |  |
| 1977                         | Salas de Exposiciones de la Dirección General de Patrimonio Artístico, Archivos y Museos, Palacio de Bibliotecas y Museos | Madrid                                                   | Forma y medida en el arte español actual                                                                                        |  |
| 1977                         | Gallertie | Lund                                                     | Mikro VIII |  |
| 1978                         | Galería Carteia | Algeciras                                                | Exposición junto a Elena Asins                                                                                                  |  |
| 1979                         | Cagnes-sur-Mer | Participa en el XI Festival International de la Peinture | |  |
| 1980                         | Palacio Provincial y Caja de ahorros de Alicante                                                                          | Málaga y Murcia                                          | Forma y medida en el arte español actual (colectiva)                                                                            |  |
| 1980                         | Galería Ovidio | Madrid                                                   | Las ocho caras del cubo |  |
| 1980                         | Muzej Savremene Umetnosti                                                                                                 | Belgrado                                                 | Medunarodna Izlozba Likovnih Umetnosti (colectiva)                                                                              |  |
| 1980                         | Instituto Cultural Domecq                                                                                                 | México                                                   | II Bienal Iberoamericana de Dibujo                                                                                              |  |
| 1980-1982 Muestra itinerante | Latinoamérica | Línea, espacio y expresión en la pintura española actual | |  |
| 1981                         | Galería Kreisler Dos | Madrid                                                   | Exposición individual |  |
| 1981                         | Massachusetts College of Art and Design                                                                                   | Boston                                                   | Exposición individual |  |
| 1981                         | Museo Español de Arte Contemporáneo (MEAC)                                                                                | Madrid                                                   | Salón de los 16 |  |
| 1982                         | | España                                                   | Exposición colectiva: 26 pintores, 13 críticos. Panorama de a joven pintura española                                            |  |
| 1982                         | Centre Cultural de la Fundació Caixa de Pensions                                                                          | Barcelona                                                | Exposición colectiva: Realismo Real                                                                                             |  |
| 1982                         | Fundación Juan March | Madrid                                                   | Exposición colectiva: VII Exposición de Becarios de Artes Plásticas                                                             |  |
| 1983                         | Galería Montenegro | Madrid                                                   | Exposición individual |  |
| 1983                         | Galería Alençon | Madrid                                                   | Exposición individual |  |
| 1984                         | Galería Montenegro | Madrid                                                   | Primera instalación: El poder de la tarde                                                                                       |  |
| 1984                         | Centro Cultural Conde Duque                                                                                               | Madrid                                                   | Exposición colectiva: Mujeres en el arte español. 1900-1984                                                                     |  |
| 1984                         | Centro Cultural de la Villa                                                                                               | Madrid                                                   | Exposición colectiva:Madrid, Madrid, Madrid. 1974-1984                                                                          |  |
| 1984                         | Museo de Bellas Artes de Asturias                                                                                         | Oviedo                                                   | IV Bienal Nacional de Arte Ciudad de Oviedo                                                                                     |  |
| 1984                         | Palacio de la Magdalena, Unidad Internacional Menéndez Pelayo                                                             | Santander                                                | Exposición colectiva: Arte y nuevas tecnologías                                                                                 |  |
| 1985                         | Centro Cultural Manuel de Falla                                                                                           | Granada                                                  | Exposición individual: Las Meninas                                                                                              |  |
| 1985                         | Museo de Bellas Artes de Málaga                                                                                           | Málaga                                                   | Exposición individual |  |
| 1985                         | Museo de Arte Contemporáneo                                                                                               | Sevilla                                                  | Exposición individual |  |
| 1985                         | Galería Fernando Vijande                                                                                                  | Madrid                                                   | Exposición colectiva: Propuestas objetivas                                                                                      |  |
| 1985                         | Fundación Juan March | Madrid                                                   | Exposición colectiva: Arte español contemporáneo. Colección de la Fundación Juan March                                          |  |
| 1986                         | Galería Montenegro | Madrid                                                   | 2.ª instalación: Leche y sangre                                                                                                 |  |
| 1986                         | Círculo de Bellas Artes                                                                                                   | Madrid                                                   | Exposición colectiva: Pintar con papel                                                                                          |  |
| 1986                         | Antiguo Colegio de San Agustín                                                                                            | Málaga                                                   | Exposición colectiva: 8 de marzo                                                                                                |  |
| 1986                         | Fundación Caja de Pensiones y Fundación Cartier                                                                           | Sevilla y París                                          | Exposición colectiva: Pintores y escultores españoles. 1981-1986                                                                |  |
| 1986                         | Nueva Casa Consistorial                                                                                                   | b                                                        | I Bienal Ciudad de Albacete |  |
| 1986                         | Palacio de los Condes de Gabia                                                                                            | Granada                                                  | Exposición colectiva: Sketch de la nueva pintura                                                                                |  |
| 1987                         | Galería Montenegro y Fundación Rodríguez Acosta                                                                           | Madrid y Granada                                         | Exposición individual: Serie Alhambra                                                                                           |  |
| 1987                         | Fundació Ciaxa de Pensions                                                                                                | Barcelona                                                | Instalación Fons et origo |  |
| 1987                         | Centre Cultural de la Fundació Caixa de Pensions                                                                          | Barcelona                                                | Colectiva: Inicis d'una Col.lecció. L'art espanyol en la Col.lecció de la Fundació Caixa de Pensions                            |  |
| 1988                         | Galería Magda Belloti | Algeciras                                                | Exposición individual |  |
| 1988                         | Galería Soledad Lorenzo                                                                                                   | Madrid                                                   | Exposición individual |  |
| 1988                         | Caja General de Ahorros de Granada                                                                                        | Granada                                                  | Exposición colectiva: Nuevas visiones de la Alhambra                                                                            |  |
| 1988                         | Rotonda di Via Besana y Studio Marconi,                                                                                   | Milán                                                    | Exposición colectiva: Spagna oggi. Artisti spagnoli contemporanei                                                               |  |
| 1989                         | Galería Rita García | Valencia                                                 | Exposición individual |  |
| 1989                         | Fundación Juan March | Madrid                                                   | Exposición colectiva: Arte español contemporáneo. Colección de la Fundación Juan March                                          |  |
| 1989                         | Centre Cultural de la Fundació Caixa de Pensions                                                                          | Barcelona                                                | Exposición colectiva: IX Salón de los 16                                                                                        |  |
| 1989                         | Centre Cultural de la Fundació Caixa de Pensions                                                                          | Barcelona                                                | Exposición colectiva: Col.lecció d'Art de la Fundació Caixa de Pensions                                                         |  |
| 1989                         | Exposición itinerante | Alemania                                                 | Exposición colectiva: 0 Jahre Spanische Malerei und Skulptur von 1960 bis zur Gegenwart                                         |  |
| 1990                         | Torre de los Guzmanes | Sevilla                                                  | Instalación: Toda la torre |  |
| 1990                         | Minos Beach Art Symposium                                                                                                 | Creta                                                    | Instalación: La hora de la siesta                                                                                               |  |
| 1990                         | Centre Régional d'Art Contemporain Midi-Pyrénées                                                                          | Toulouse                                                 | Exposición colectiva: Art spagnol des années 80 dans la Collection de la Fundació Caixa de Pensions                             |  |
| 1971                         | Casa de la Cultura | Itinerante: Estados Unidos                               | Exposición colectiva: Imágenes líricas. New Spanish visions                                                                     |  |
| 1991                         | Sala Luzán y Palacio de los Condes de Gabia                                                                               | Zaragoza y Granada                                       | Instalación: Nos fuimos a Cayambe                                                                                               |  |
| 1991                         | Galería Soledad Lorenzo                                                                                                   | Madrid                                                   | Instalación: En Soledad, la que recita la poesía es ella                                                                        |  |
| 1991                         | Galería Manuel Ojeda | Las Palmas de Gran Canaria                               | Instalación: En Las Palmas, la que recita la poesía es ella                                                                     |  |
| 1991                         | Centro de Exposiciones y Congresos de Ibercaja                                                                            | Zaragoza                                                 | Exposición colectiva: Arte español contemporáneo. Fondos de la Fundación Juan March                                             |  |
| 1991                         | The Riffe Gallery | Ohio                                                     | Exposición colectiva: New currents. Recent Art in Spain                                                                         |  |
| 1992                         | Galería Soledad Lorenzo                                                                                                   | Madrid                                                   | Exposición individual |  |
| 1992                         | Galerija Suvremene Umjetnosti                                                                                             | Zagreb                                                   | Exposición colectiva: Tendencije 5                                                                                              |  |
| 1992                         | Castillo de Vélez | Almería                                                  | Exposición colectiva: Intervención: Mayo 1904-1992                                                                              |  |
| 1992                         | Esglesia del Convent | Mallorca                                                 | Exposición colectiva: Art espanyol contemporani                                                                                 |  |
| 1992                         | Sala Sant Jaume | Barcelona                                                | Exposición colectiva: Col.lecció Testimoni "la Caixa"                                                                           |  |
| 1993                         | Galería Fernando Alcolea                                                                                                  | Barcelona                                                | Exposición individual |  |
| 1993                         | Museo de Arte Contemporáneo de Ibiza                                                                                      | Ibiza                                                    | Exposición colectiva: Col.lecció Testimoni "la Caixa"'                                                                          |  |
| 1993                         | Estación marítima | La Coruña                                                | Exposición colectiva: III Muestra unión Fenosa                                                                                  |  |
| 1993                         | Museo Marugame Hirai | Japón                                                    | Instalación: Soledad Granada |  |
| 1993                         | Centre de cultura Sa Nostra                                                                                               | Palma de Mallorca                                        | Instalación: Somni recobrat |  |
| 1994                         | Sala de Plaza de España                                                                                                   | Madrid                                                   | Exposición colectiva: Espacios públicos. Sueños privados                                                                        |  |
| 1994                         | Museo de Arte Contemporáneo de Ibiza                                                                                      | Ibiza                                                    | Exposición colectiva: Instal.lacions descontaminants. Miquel Navarro, Antonio Sosa, Soledad Sevilla                             |  |
| 1994                         | Galería La Nave | Valencia                                                 | Exposición individual: En ruinas                                                                                                |  |
| 1994                         | Instituto Cervantes | Roma                                                     | Exposición colectiva: La voz del género. La voce del genere. Cristina Iglesias, Eva Lootz, Soledad Sevilla                      |  |
| 1995                         | Palacio de Velázquez | Madrid                                                   | Retrospectiva |  |
| 1995                         | Galería Soledad Lorenzo                                                                                                   | Madrid                                                   | Exposición individual |  |
| 1995                         | Palacio de los Condes de la Gabia                                                                                         | Zagreb                                                   | Exposición colectiva: Granada de fondo. Colección Diputación de Granada                                                         |  |
| 1999                         | Exposición itinerante | Madrid                                                   | Exposición colectiva: Imágenes de la abstracción. Pintura y escultura española. 1969-1989                                       |  |
| 1999                         | Galería Estiarte | Madrid                                                   | Exposición individual |  |
| 1999                         | Galería La Nave | Valencia                                                 | Exposición individual |  |
| 1999                         | Galería Lekune | Pamplona                                                 | Exposición colectiva: El salto del caballo                                                                                      |  |
| 1999                         | Palacio de los Condes de Gabia                                                                                            | Granada                                                  | Exposición colectiva: Geométrica valenciana. La huella del constructivismo                                                      |  |
| 1999                         | Galería La Nave | Valencia                                                 | Exposición colectiva: Mujeres hacia el nuevo milenio                                                                            |  |
| 1999                         | Palacio de Madrazo | Granada                                                  | Instalación: El tiempo vuela |  |
| 2000                         | Sala Municipal d’Exposicions L’Almodí                                                                                     | Valencia                                                 | Exposición colectiva: Colección Testimonio 1998-1999                                                                            |  |
| 2000                         | Exposición itinerante | España                                                   | Exposición colectiva: Imágenes yuxtapuestas. Diálogo entre la abstracción y la figuración en la Colección BBVA                  |  |
| 2000                         | Koldo Mitxelena Kulturunea                                                                                                | San Sebastián                                            | Exposición individual: Soledad Sevilla. Lur                                                                                     |  |
| 2000                         | | Madrid y Vitoria                                         | Exposición colectiva: Remirada. La década de los 80 en el Museo de Bellas Artes de Álava                                        |  |
| 2000                         | Sala de Plaza de España                                                                                                   | Madrid                                                   | Exposición colectiva: Miradas, discursos, figuras en los extremos del siglo XX                                                  |  |
| 2000                         | Sala Municipal d’Exposicions L’Almodí                                                                                     | Valencia                                                 | Colectiva: Espacios construidos: esculturas, arquitecturas, ambientes. Colección de Arte Contemporáneo de la Fundación La Caixa |  |
| 2001                         | IVAM | Valencia                                                 | Retrospectiva: Soledad Sevilla. El espacio y el recinto                                                                         |  |
| 2001                         | Galería Soledad Lorenzo                                                                                                   | Madrid                                                   | Exposición individual |  |
| 2001                         | Museo de arte contemporáneo Esteban Vicente                                                                               | Segovia                                                  | Exposición colectiva: La noche. Imágenes de la noche en el arte español. 1981-2001                                              |  |
| 2001                         | Centro de Arte La Regenta                                                                                                 | Las Palmas de Gran Canaria                               | Colectiva: Colección Testimonio 2000-2001                                                                                       |  |
| 2002                         | Haim Chanin Fine Arts | Nueva York                                               | Exposición individual |  |
| 2002                         | Galería la Nave | Valencia                                                 | Exposición individual |  |
| 2002                         | Galería SCQ | Santiago de Compostela                                   | Instalación: Te llamaré hoja porque pareces una hoja                                                                            |  |
| 2003                         | Provinciaal Museum voor Moderne Kunst                                                                                     | Bélgica                                                  | Exposición colectiva: De tuinen van Granada                                                                                     |  |
| 2003                         | Galería SCQ | Santiago de Compostela                                   | Exposición colectiva: Están 8                                                                                                   |  |
| 2003                         | Palacio de los Condes de Gabia                                                                                            | Granada                                                  | Exposición colectiva: Granada de fondo. Colección de Arte Contemporáneo                                                         |  |
| 2003                         | Museo Municipal de Bellas Artes                                                                                           | Santander                                                | Exposición colectiva: Aena. Colección de Arte Contemporáneo                                                                     |  |
| 2003                         | CaixaForum | Barcelona                                                | Instalación: Temporada de lágrimas                                                                                              |  |
| 2004                         | Sala Amós Salvador | Logroño                                                  | Exposición individua |  |
| 2005                         | Galería Soledad Lorenzo                                                                                                   | Madrid                                                   | Exposición individual |  |
| 2005                         | Galería Art Nueve | Murcia                                                   | Exposición individual |  |
| 2005                         | Galería Estiarte | Madrid                                                   | Exposición individual |  |
| 2005                         | Haim Chanin Fine Arts | Nueva York                                               | Exposición colectiva: Seasons Greetings                                                                                         |  |
| 2005                         | Sala de Alhajas | Madrid                                                   | Exposición colectiva: Acentos en la colección Caja Madrid. Pintura española contemporánea                                       |  |
| 2005                         | MACBA | Barcelona                                                | Exposición colectiva: Desacuerdos. Sobre arte, política y esfera pública en el Estado Español                                   |  |
| 2005                         | Caja San Fernando | Sevilla                                                  | Exposición Colectiva: Medidas y extremas razones                                                                                |  |
| 2005                         | Centro Andaluz de Arte Contemporáneo                                                                                      | Sevilla                                                  | Exposición colectiva: Modelos, estructuras, formas. España 1957-1979                                                            |  |
| 2005                         | Galería Estiarte | Madrid                                                   | Exposición individual |  |
| 2005                         | Instituto Cervantes | Alcalá de Henares                                        | Exposición colectiva: Visiones y sugerencias                                                                                    |  |
| 2005                         | Exposición itinerante | España                                                   | Exposición colectiva: España en sombras. Colección UC de Obra Grabada                                                           |  |
| 2005                         | Exposición itinerante | España                                                   | Exposición colectiva: Tiempos de libertad. Arte en España de 1975 a 1990                                                        |  |
| 2006                         | CaixaForum | Barcelona                                                | Comisaria de la exposición La mirada del artista: la propuesta de Soledad Sevilla                                               |  |
| 2006                         | Galería SCQ | Santiago de Compostela                                   | Exposición individual |  |
| 2006                         | Galería Estiarte | Madrid                                                   | Exposición individual |  |
| 2006                         | Galería La Nave | Valencia                                                 | Exposición individual |  |
| 2006                         | Centro de Arte Tomás y Valiente                                                                                           | Madrid                                                   | Exposición colectiva: Bifurcaciones                                                                                             |  |
| 2006                         | El corte Inglés | Barcelona y Madrid                                       | Exposición colectiva: Espacios imaginados. Escaparates                                                                          |  |
| 2006                         | Nuevos Ministerios | Madrid                                                   | Exposición colectiva: Obra sobre papel. Colleción Aena Arte                                                                     |  |
| 2006                         | Centro Andaluz de Arte Contemporáneo                                                                                      | Sevilla                                                  | Exposición colectiva: Colección 2006                                                                                            |  |
| 2006                         | Centre Julio González | Valencia                                                 | Exposición colectiva: VAC. Colección Valencia Arte Contemporáneo                                                                |  |
| 2007                         | Galería Senda | Barcelona                                                | Exposición individual |  |
| 2007                         | Museo del Prado | Madrid                                                   | Exposición colectiva: Doce artistas en el Museo del Prado                                                                       |  |
| 2007                         | CaixaForum | Barcelona                                                | Exposición colectiva: Visiones y expresiones. Colección de Arte Contemporáneo Fundación La Caixa                                |  |
| 2007                         | Convento de Santa Inés | Sevilla                                                  | Exposición colectiva: Aena. Colección de Arte Contemporáneo                                                                     |  |
| 2007                         | Fundación Rodríguez-Acosta                                                                                                | Granada                                                  | Exposición colectiva: En amarillo. Ut pictura poesis. Homenaje a Elena Martín Vivaldi                                           |  |
| 2007                         | Galería Antonio Machón | Madrid                                                   | Exposición colectiva: Línea y plano                                                                                             |  |
| 2008                         | Ministerio de Cultura | Madrid                                                   | Exposición colectiva: Ideas y propuestas para el arte en España                                                                 |  |
| 2008                         | Zentrum für Kunst und Medientechnologie                                                                                   | Karlsruhe                                                | Exposición colectiva: Bit Internationa.. [Nove] Tendencije. Computer and Visual Research. Zagren 1961-1973                      |  |
| 2012                         | Museo Nacional Centro de Arte Reina Sofía                                                                                 | Madrid                                                   | Exposición individual: Escrito en los cuerpos celestes                                                                          |  |
| 2019                         | IVAM | Valencia                                                 | Exposición individual. Retrospectiva                                                                                            |  |
| 2021                         | Museo de Arte Contemporáneo Helga de Alvear                                                                               | Cáceres                                                  | Exposición Los días con Pessoa                                                                                                  |  |
| 2021                         | Museo Patio Herreriano | Valladolid                                               | Exposición El pensamiento al madurar es igual que el sol cuando amanece.                                                        |  |

## Obra en Museos y Fundaciones
- Museo Nacional Centro de Arte Reina Sofía, Madrid.
- Museo de Bellas Artes de Bilbao.
- Museo de Bellas Artes de Alaya, Vitoria.
- Künstmuseum Malmö, Suecia.
- Museo de Villafamés, Castellón.
- Museo de Arte Abstracto, Cuenca.
- Museo Patio Herreriano, Valladolid.
- Museo Marugame Hirai de Arte Español Contemporáneo, Marugame (Japón).
- Institut Valencià d' Art Modern (IVAM), Valencia.
- Centro-Museo Vasco de Arte Contemporáneo (ARTIUM), Vitoria.
- Centro Andaluz de Arte Contemporáneo, Sevilla.
- Colección Aena de Arte Contemporáneo.
- Colección de Arte Caja Madrid, Madrid.
- Col.lecció de Arte Contemporáneo Fundación "La Caixa", Barcelona.
- Colección Arte del Siglo XX, Casa de la Asegurada, Alicante.
- Colección Ayuntamiento de Cuenca, Cuenca.
- Colección Banco de España, Madrid.
- Colección BBVA, Madrid.
- Colección Diputación de Granada, Granada.
- Colección Fundesco, Madrid.
- Colección L'Oréal Arte Contemporáneo, Madrid.
- Colección Testimonio de la Caixa d'Estalvis i Pensions, Barcelona.
- Colección Arte Contemporáneo de la Fundación "La Caixa", Barcelona.
- Colección Fundación Argentina.
- Colección Iberdrola
- Fundación Chirivella Soriano, Valencia.
- Fundación Juan March, Madrid.
- Banco Sabadell, Barcelona.
- Banco Valencia, Valencia.
- Patrimonio Nacional.
- Diputación de Granada.
- Parlamento Europeo.

## Premios y reconocimientos
- 1979: Beca de Creación Artística en España otorgado por la Fundación Juan March.
- 1980: Beca Centro de Promoción de las Artes Plásticas e Investigación de Nuevas Formas Expresivas, otorgada por el Ministerio de Cultura Español.
- 1980-1982: Obtiene la beca del Comité Conjunto Hispano-Norteamericano para la Cooperación Cultural y Educativa.
- 1993: Premio Nacional de Artes Plásticas.[28]
- 2007: Medalla de Oro al Mérito en las Bellas Artes.[29]
- 2007: Premio Alfons Roig, Comunidad Valenciana.
- 2007: Medalla José María Rodríguez-Acosta, Academia de Bellas Artes de Granada.
- 2008: Premio Barón de Forna, Real Academia de Bellas Artes de San Fernando.
- 2013: Miembro seleccionado de Artevalencia
- 2014: Premio Arte y Mecenazgo.[30]
- 2018: Premio GAC- Noche del Galerismo.[31]
- 2020: Doctora "honoris causa" por la Universidad de Granada.[32]
- 2020: Premio Velázquez 2020.[33]
- 2025: Ingresó como Académica en la Real Academia de Bellas Artes de San Fernando.[34]